# Myrath
Myrath (араб. ميراث‎, наследие) — ориентал-метал-группа, основанная в 2001 году в Тунисе. Myrath была основана как кавер-группа 13-летним гитаристом Малеком бен Арбия. Первые два года исполнялись каверы преимущественно на дэт-метал, а вторые два — исключительно на группу Symphony X. В 2005 году появилась демозапись Double Face, которая позже была переиздана на USB-флеш-накопителе. В начале 2006 года Myrath выступила на разогреве у Роберта Планта и группы Adagio, где встретила своего будущего продюсера Кевина Коудферта — клавишника Adagio. Дебютный альбом Hope (2007) был хорошо воспринят слушателями, что привело к выводу группы на несколько европейских фестивалей. Далее последовали альбомы Desert Call (2010), Tales of the Sands (2011), Legacy (2016) и совместные туры с Dream Theater, HIM, W.A.S.P., Orphaned Land, Tarja Turunen по всему миру.

## Состав

### Текущий состав
- Malek Ben Arbia — гитара (2001 — настоящее время)
- Anis Jouini — бас (2006 — настоящее время)
- Zaher Zorgati — вокал (2007 — настоящее время)
- Morgan Berthet — ударные (2011 — настоящее время)

### Бывшие участники
- Walid Issaoui — гитара (2001—2003)
- Fahmi Chakroun — ударные (2001—2004)
- Saief Louhibi — ударные (2004—2011)
- Zaher Hamoudia — бас (2001—2004)
- Tarek Idouani — вокал (2001—2003)
- Piwee Desfray — ударные (2011—2012)
- Elyes Bouchoucha — клавишные, бэк-вокал (2003 — 2022)

## Дискография
- 2005: Double Face (Released only in Tunisia) under the name X-Tazy
- 2007: Hope
- 2010: Desert Call[4]
- 2011: Tales of the Sands[5]
- 2016: Legacy — 8.4/10[6][7]
- 2019: Shehili
- 2024: Karma